# Euxoa praestigiosa
Euxoa praestigiosa är en fjärilsart som beskrevs av Brandt 1941. Euxoa praestigiosa ingår i släktet Euxoa och familjen nattflyn. Inga underarter finns listade i Catalogue of Life.